# Beach volley ai Giochi della XXX Olimpiade - Torneo maschile
Il torneo maschile di beach volley dei Giochi della XXX Olimpiade si è tenuto a Londra nel 2012, presso l'Horse Guards Parade dal 28 luglio al 9 agosto impegnando 24 coppie di atleti in rappresentanza di 19 nazioni.

## Qualificati
Secondo il sistema di qualificazione, sono state ammesse a partecipare le seguenti coppie:
| Rk | Coppie                                   | Nazione     |
| -- | ---------------------------------------- | ----------- |
| 1  | Emanuel Rego - Alison Cerutti            | Brasile     |
| 2  | Todd Rogers - Phil Dalhausser            | Stati Uniti |
| 3  | Julius Brink - Jonas Reckermann          | Germania    |
| 4  | Jake Gibb - Sean Rosenthal               | Stati Uniti |
| 5  | Reinder Nummerdor - Richard Schuil       | Paesi Bassi |
| 6  | Steve Grotowski - John Garcia-Thompson   | Regno Unito |
| 7  | Pedro Cunha - Ricardo Santos             | Brasile     |
| 8  | Jonathan Erdmann - Kay Matysik           | Germania    |
| 9  | Grzegorz Fijałek - Mariusz Prudel        | Polonia     |
| 10 | Xu Linyin - Wu Penggen                   | Cina        |
| 11 | Pablo Herrera - Adrián Gavira            | Spagna      |
| 12 | Patrick Heuscher - Jefferson Bellaguarda | Svizzera    |
| 13 | Paolo Nicolai - Daniele Lupo             | Italia      |
| 14 | Petr Beneš - Přemysl Kubala              | Rep. Ceca   |
| 15 | Sascha Heyer - Sébastien Chevallier      | Svizzera    |
| 16 | Aleksandrs Samoilovs - Ruslans Sorokins  | Lettonia    |
| 17 | Mārtiņš Pļaviņš - Jānis Šmēdiņš          | Lettonia    |
| 18 | Tarjei Skarlund - Martin Spinnangr       | Norvegia    |
| 19 | Martin Reader - Josh Binstock            | Canada      |
| 20 | Jesus Villafañe - Igor Hernández         | Venezuela   |
| 21 | Freedom Chiya - Grant Goldschmidt        | Sudafrica   |
| 22 | Konstantin Semënov - Sergej Prokop'ev    | Russia      |
| 23 | Kentaro Asahi - Katsuhiro Shiratori      | Giappone    |
| 24 | Clemens Doppler - Alexander Horst        | Austria     |

## Formato della gara
Le ventiquattro coppie classificate sono state suddivise in sei gironi da quattro squadre ciascuno secondo il ranking di qualificazione olimpica, eccezion fatta per la coppia britannica Grotowski-Garcia-Thompson, che è stata classificata sesta, e quindi testa di serie di uno dei gironi, in qualità di coppia rappresentante il paese organizzatore. I gironi sono stati sorteggiati a Klagenfurt, in Austria, il 19 luglio 2012, durante la tappa del World Tour.
Le prime due coppie classificate di ciascun girone sono automaticamente qualificate per la seconda fase. Avanzano altresì al turno successivo le due migliori terze classificate e le due squadre vincenti del torneo di spareggio denominato lucky loser tra le rimanenti quattro coppie piazzatesi al terzo posto nei gironi.
Questa seconda fase prevede la formula del tabellone ad eliminazione diretta partendo dagli ottavi di finale. L'accoppiamento avviene tramite sorteggio, ma in questo turno è previsto che le prime classificate di ciascun girone non si incontrino tra loro e l'unica altra prescrizione è che non possano affrontarsi le squadre che avevano già giocato tra loro durante i gironi; le otto coppie vincenti di questo turno si qualificano per i quarti di finale.
Le quattro squadre vincenti nei quarti di finale sono ammesse alle semifinali. Le due coppie vincitrici delle semifinali si affrontano per la medaglia d'oro, mentre le due sconfitte si battono per il bronzo.

## Risultati

### Primo turno

#### Girone A
| Londra 29 luglio 2012, ore 11:00 BST | Emanuel-Alison                       | 2 – 1 (19-21; 21-17; 16-14) referto | Doppler-Horst | Horse Guards Parade\| Arbitri: \| Daniel Lee Apol Agnieszka Myszkowska \| |
| Arbitri:                             | Daniel Lee Apol Agnieszka Myszkowska |                                     |               |                                                                           |

| Londra 29 luglio 2012, ore 23:00 BST | Heuscher-Bellaguarda                         | 0 – 2 (19-21; 18-21) referto | Nicolai-Lupo | Horse Guards Parade\| Arbitri: \| Darryl Lawrence Friesen Rui Miranda Carvalho \| |
| Arbitri:                             | Darryl Lawrence Friesen Rui Miranda Carvalho |                              |              |                                                                                   |

| Londra 31 luglio 2012, ore 10:00 BST | Emanuel-Alison              | 2 – 0 (21-17; 21-18) referto | Heuscher-Bellaguarda | Horse Guards Parade\| Arbitri: \| Leijun Wang Daniel Lee Apol \| |
| Arbitri:                             | Leijun Wang Daniel Lee Apol |                              |                      |                                                                  |

| Londra 31 luglio 2012, ore 22:00 BST | Nicolai-Lupo                                 | 0 – 2 (18-21; 17-21) referto | Doppler-Horst | Horse Guards Parade\| Arbitri: \| Rui Miranda Carvalho Darryl Lawrence Friesen \| |
| Arbitri:                             | Rui Miranda Carvalho Darryl Lawrence Friesen |                              |               |                                                                                   |

| Londra 2 agosto 2012, ore 10:00 BST | Emanuel-Alison                      | 2 – 0 (26-24; 21-18) referto | Nicolai-Lupo | Horse Guards Parade\| Arbitri: \| Marc Berard Darryl Lawrence Friesen \| |
| Arbitri:                            | Marc Berard Darryl Lawrence Friesen |                              |              |                                                                          |

| Londra 2 agosto 2012, ore 20:00 BST | Heuscher-Bellaguarda                       | 2 – 0 (24-22; 21-12) referto | Doppler-Horst | Horse Guards Parade\| Arbitri: \| José Padron Hernandez Agnieszka Myszkowska \| |
| Arbitri:                            | José Padron Hernandez Agnieszka Myszkowska |                              |               |                                                                                 |

| Pos. | Coppie               | Pt | G | V | P | Sv | Sp | Sr    | Pv  | Pp  | Pr    |
| ---- | -------------------- | -- | - | - | - | -- | -- | ----- | --- | --- | ----- |
| 1    | Emanuel-Alison       | 6  | 3 | 3 | 0 | 6  | 1  | 6.000 | 145 | 123 | 1.179 |
| 2    | Heuscher-Bellaguarda | 4  | 3 | 1 | 2 | 2  | 4  | 0.500 | 111 | 118 | 0.941 |
| 3    | Nicolai-Lupo         | 4  | 3 | 1 | 2 | 2  | 4  | 0.500 | 119 | 126 | 0.944 |
| 4    | Doppler-Horst        | 4  | 3 | 1 | 2 | 3  | 4  | 0.750 | 128 | 136 | 0.941 |

#### Girone B
| Londra 29 luglio 2012, ore 10:00 BST | Herrera-Gavira                               | 2 – 0 (25-23; 21-16) referto | Beneš-Kubala | Horse Guards Parade\| Arbitri: \| Rui Miranda Carvalho Darryl Lawrence Friesen \| |
| Arbitri:                             | Rui Miranda Carvalho Darryl Lawrence Friesen |                              |              |                                                                                   |

| Londra 29 luglio 2012, ore 22:00 BST | Rogers-Dalhausser            | 2 – 0 (21-16; 21-16) referto | Asahi-Shiratori | Horse Guards Parade\| Arbitri: \| Damien Searle Richard Casutt \| |
| Arbitri:                             | Damien Searle Richard Casutt |                              |                 |                                                                   |

| Londra 31 luglio 2012, ore 9:00 BST | Beneš-Kubala                       | 2 – 1 (17-21; 21-12; 15-7) referto | Asahi-Shiratori | Horse Guards Parade\| Arbitri: \| Damien Searle Rui Miranda Carvalho \| |
| Arbitri:                            | Damien Searle Rui Miranda Carvalho |                                    |                 |                                                                         |

| Londra 31 luglio 2012, ore 21:00 BST | Rogers-Dalhausser         | 2 – 1 (18-21; 21-16; 15-13) referto | Herrera-Gavira | Horse Guards Parade\| Arbitri: \| Marc Berard Damien Searle \| |
| Arbitri:                             | Marc Berard Damien Searle |                                     |                |                                                                |

| Londra 2 agosto 2012, ore 14:30 BST | Herrera-Gavira                   | 2 – 0 (21-19; 22-20) referto | Asahi-Shiratori | Horse Guards Parade\| Arbitri: \| Leijun Wang Gregory Ray Thompson \| |
| Arbitri:                            | Leijun Wang Gregory Ray Thompson |                              |                 |                                                                       |

| Londra 2 agosto 2012, ore 21:00 BST | Rogers-Dalhausser                       | 2 – 0 (21-13; 21-15) referto | Beneš-Kubala | Horse Guards Parade\| Arbitri: \| Jonas Personeni Darryl Lawrence Friesen \| |
| Arbitri:                            | Jonas Personeni Darryl Lawrence Friesen |                              |              |                                                                              |

| Pos. | Coppie            | Pt | G | V | P | Sv | Sp | Sr    | Pv  | Pp  | Pr    |
| ---- | ----------------- | -- | - | - | - | -- | -- | ----- | --- | --- | ----- |
| 1    | Rogers-Dalhausser | 6  | 3 | 3 | 0 | 6  | 1  | 6.000 | 138 | 110 | 1.255 |
| 2    | Herrera-Gavira    | 5  | 3 | 2 | 1 | 5  | 2  | 2.500 | 139 | 132 | 1.053 |
| 3    | Beneš-Kubala      | 4  | 3 | 1 | 2 | 2  | 5  | 0.400 | 120 | 128 | 0.938 |
| 4    | Asahi-Shiratori   | 3  | 3 | 0 | 3 | 1  | 6  | 0.167 | 111 | 138 | 0.804 |

#### Girone C
| Londra 28 luglio 2012, ore 12:00 BST | Brink-Reckermann                  | 2 – 0 (21-19; 21-17) referto | Semënov-Prokop'ev | Horse Guards Parade\| Arbitri: \| Leijun Wang Miguel Ramirez Rivera \| |
| Arbitri:                             | Leijun Wang Miguel Ramirez Rivera |                              |                   |                                                                        |

| Londra 28 luglio 2012, ore 14:30 BST | Xu-Wu                             | 1 – 2 (21-18; 16-21; 12-15) referto | Heyer-Chevallier | Horse Guards Parade\| Arbitri: \| Jose Padron Hernandez Marc Berard \| |
| Arbitri:                             | Jose Padron Hernandez Marc Berard |                                     |                  |                                                                        |

| Londra 30 luglio 2012, ore 14:30 BST | Brink-Reckermann                      | 2 – 1 (13-21; 21-19; 15-8) referto | Xu-Wu | Horse Guards Parade\| Arbitri: \| Darryl Lawrence Friesen Damien Searle \| |
| Arbitri:                             | Darryl Lawrence Friesen Damien Searle |                                    |       |                                                                            |

| Londra 30 luglio 2012, ore 20:00 BST | Heyer-Chevallier                | 2 – 1 (28-26; 18-21; 15-13) referto | Semënov-Prokop'ev | Horse Guards Parade\| Arbitri: \| Catriona Tweedie Richard Casutt \| |
| Arbitri:                             | Catriona Tweedie Richard Casutt |                                     |                   |                                                                      |

| Londra 1º agosto 2012, ore 11:00 BST | Xu-Wu                                                 | 1 – 2 (27-29; 21-17; 12-15) referto | Semënov-Prokop'ev | Horse Guards Parade\| Arbitri: \| Maria Paes Villas-Boas da Fonse José Padron Hernandez \| |
| Arbitri:                             | Maria Paes Villas-Boas da Fonse José Padron Hernandez |                                     |                   |                                                                                            |

| Londra 1º agosto 2012, ore 21:00 BST | Brink-Reckermann                      | 2 – 0 (21-14; 21-16) referto | Heyer-Chevallier | Horse Guards Parade\| Arbitri: \| José Padron Hernandez Osvaldo Sumavil \| |
| Arbitri:                             | José Padron Hernandez Osvaldo Sumavil |                              |                  |                                                                            |

| Pos. | Coppie            | Pt | G | V | P | Sv | Sp | Sr    | Pv  | Pp  | Pr    |
| ---- | ----------------- | -- | - | - | - | -- | -- | ----- | --- | --- | ----- |
| 1    | Brink-Reckermann  | 6  | 3 | 3 | 0 | 6  | 1  | 6.000 | 133 | 114 | 1.167 |
| 2    | Heyer-Chevallier  | 5  | 3 | 2 | 1 | 4  | 4  | 1.000 | 145 | 153 | 0.948 |
| 3    | Semënov-Prokop'ev | 4  | 3 | 1 | 2 | 3  | 5  | 0.600 | 158 | 164 | 0.963 |
| 4    | Xu-Wu             | 3  | 3 | 0 | 3 | 3  | 6  | 0.500 | 158 | 163 | 0.969 |

#### Girone D
| Londra 28 luglio 2012, ore 11:00 BST | Fijałek-Prudel                          | 1 – 2 (21-12; 15-21; 12-15) referto | Samoilovs-Sorokins | Horse Guards Parade\| Arbitri: \| Darryl Lawrence Friesen Daniel Lee Apol \| |
| Arbitri:                             | Darryl Lawrence Friesen Daniel Lee Apol |                                     |                    |                                                                              |

| Londra 28 luglio 2012, ore 22:00 BST | Gibb-Rosenthal                   | 2 – 0 (21-10; 21-11) referto | Chiya-Goldschmidt | Horse Guards Parade\| Arbitri: \| Osvaldo Sumavil Catriona Tweedie \| |
| Arbitri:                             | Osvaldo Sumavil Catriona Tweedie |                              |                   |                                                                       |

| Londra 30 luglio 2012, ore 12:00 BST | Samoilovs-Sorokins                   | 2 – 0 (21-13; 21-10) referto | Chiya-Goldschmidt | Horse Guards Parade\| Arbitri: \| Gregory Ray Thompson Jonas Personeni \| |
| Arbitri:                             | Gregory Ray Thompson Jonas Personeni |                              |                   |                                                                           |

| Londra 30 luglio 2012, ore 21:00 BST | Gibb-Rosenthal | 0 – 2 (17-12; 18-21) referto | Fijałek-Prudel | Horse Guards Parade |

| Londra 1º agosto 2012, ore 12:00 BST | Fijałek-Prudel                        | 2 – 0 (21-19; 21-13) referto | Chiya-Goldschmidt | Horse Guards Parade\| Arbitri: \| Jose Padron Hernandez Osvaldo Sumavil \| |
| Arbitri:                             | Jose Padron Hernandez Osvaldo Sumavil |                              |                   |                                                                            |

| Londra 1º agosto 2012, ore 16:30 BST | Gibb-Rosenthal                               | 2 – 0 (21-10; 21-16) referto | Samoilovs-Sorokins | Horse Guards Parade\| Arbitri: \| Darryl Lawrence Friesen Rui Miranda Carvalho \| |
| Arbitri:                             | Darryl Lawrence Friesen Rui Miranda Carvalho |                              |                    |                                                                                   |

| Pos. | Coppie             | Pt | G | V | P | Sv | Sp | Sr    | Pv  | Pp  | Pr    |
| ---- | ------------------ | -- | - | - | - | -- | -- | ----- | --- | --- | ----- |
| 1    | Fijałek-Prudel     | 5  | 3 | 2 | 1 | 5  | 2  | 2.500 | 132 | 115 | 1.148 |
| 2    | Gibb-Rosenthal     | 5  | 3 | 2 | 1 | 4  | 2  | 2.000 | 119 | 89  | 1.337 |
| 3    | Samoilovs-Sorokins | 5  | 3 | 2 | 1 | 4  | 3  | 1.333 | 116 | 113 | 1.027 |
| 4    | Chiya-Goldschmidt  | 3  | 3 | 0 | 3 | 0  | 6  | 0.000 | 76  | 126 | 0.603 |

#### Girone E
| Londra 29 luglio 2012, ore 14:30 BST | Nummerdor-Schuil                      | 2 – 1 (21-18; 17-21; 15-10) referto | Villafañe-Hernández | Horse Guards Parade\| Arbitri: \| Jose Padron Hernandez Daniel Lee Apol \| |
| Arbitri:                             | Jose Padron Hernandez Daniel Lee Apol |                                     |                     |                                                                            |

| Londra 29 luglio 2012, ore 15:30 BST | Erdmann-Matysik                      | 1 – 2 (21-19; 21-23; 9-15) referto | Pļaviņš-Šmēdiņš | Horse Guards Parade\| Arbitri: \| Osvaldo Sumavil Gregory Ray Thompson \| |
| Arbitri:                             | Osvaldo Sumavil Gregory Ray Thompson |                                    |                 |                                                                           |

| Londra 31 luglio 2012, ore 14:30 BST | Pļaviņš-Šmēdiņš                        | 2 – 0 (21-14; 21-16) referto | Villafañe-Hernández | Horse Guards Parade\| Arbitri: \| José Padron Hernandez Catriona Tweedie \| |
| Arbitri:                             | José Padron Hernandez Catriona Tweedie |                              |                     |                                                                             |

| Londra 31 luglio 2012, ore 15:30 BST | Nummerdor-Schuil                     | 2 – 0 (21-9; 21-16) referto | Erdmann-Matysik | Horse Guards Parade\| Arbitri: \| Daniel Lee Apol Gregory Ray Thompson \| |
| Arbitri:                             | Daniel Lee Apol Gregory Ray Thompson |                             |                 |                                                                           |

| Londra 2 agosto 2012, ore 9:00 BST | Nummerdor-Schuil              | 0 – 2 (14-21; 18-21) referto | Pļaviņš-Šmēdiņš | Horse Guards Parade\| Arbitri: \| Jonas Personeni Damien Searle \| |
| Arbitri:                           | Jonas Personeni Damien Searle |                              |                 |                                                                    |

| Londra 2 agosto 2012, ore 15:30 BST | Erdmann-Matysik                                   | 2 – 1 (20-22; 21-16; 15-11) referto | Villafañe-Hernández | Horse Guards Parade\| Arbitri: \| Maria Paes Villas-Boeas da Fonse Catriona Tweedie \| |
| Arbitri:                            | Maria Paes Villas-Boeas da Fonse Catriona Tweedie |                                     |                     |                                                                                        |

| Pos. | Coppie              | Pt | G | V | P | Sv | Sp | Sr    | Pv  | Pp  | Pr    |
| ---- | ------------------- | -- | - | - | - | -- | -- | ----- | --- | --- | ----- |
| 1    | Pļaviņš-Šmēdiņš     | 6  | 3 | 3 | 0 | 6  | 1  | 6.000 | 141 | 113 | 1.248 |
| 1    | Nummerdor-Schuil    | 5  | 3 | 2 | 1 | 4  | 3  | 1.333 | 127 | 116 | 1.095 |
| 3    | Erdmann-Matysik     | 4  | 3 | 1 | 2 | 3  | 5  | 0.600 | 132 | 148 | 0.892 |
| 4    | Villafañe-Hernández | 3  | 3 | 0 | 3 | 2  | 6  | 0.333 | 128 | 151 | 0.848 |

#### Girone F
| Londra 28 luglio 2012, ore 16:30 BST | Grotowski-Garcia-Thompson      | 0 – 2 (19-21; 13-21) referto | Reader-Binstock | Horse Guards Parade\| Arbitri: \| Richard Casutt Osvaldo Sumavil \| |
| Arbitri:                             | Richard Casutt Osvaldo Sumavil |                              |                 |                                                                     |

| Londra 28 luglio 2012, ore 20:00 BST | Cunha-Ricardo                         | 2 – 0 (21-14; 21-18) referto | Skarlund-Spinnangr | Horse Guards Parade\| Arbitri: \| Jonas Personeni Jose Padron Hernandez \| |
| Arbitri:                             | Jonas Personeni Jose Padron Hernandez |                              |                    |                                                                            |

| Londra 30 luglio 2012, ore 11:00 BST | Skarlund-Spinnangr                          | 2 – 0 (21-14; 21-18) referto | Reader-Binstock | Horse Guards Parade\| Arbitri: \| Miguel Ramirez Rivera Jose Padron Hernandez \| |
| Arbitri:                             | Miguel Ramirez Rivera Jose Padron Hernandez |                              |                 |                                                                                  |

| Londra 30 luglio 2012, ore 17:30 BST | Grotowski-Garcia-Thompson    | 0 – 2 (17-21; 12-21) referto | Cunha-Ricardo | Horse Guards Parade\| Arbitri: \| Marc Berard Catriona Tweedie \| |
| Arbitri:                             | Marc Berard Catriona Tweedie |                              |               |                                                                   |

| Londra 1º agosto 2012, ore 17:30 BST | Grotowski-Garcia-Thompson   | 0 – 2 (20-22; 13-21) referto | Skarlund-Spinnangr | Horse Guards Parade\| Arbitri: \| Leijun Wang Jonas Personeni \| |
| Arbitri:                             | Leijun Wang Jonas Personeni |                              |                    |                                                                  |

| Londra 1º agosto 2012, ore 20:00 BST | Cunha-Ricardo                    | 2 – 0 (21-18; 24-22) referto | Reader-Binstock | Horse Guards Parade\| Arbitri: \| Daniel Lee Apol Catriona Tweedie \| |
| Arbitri:                             | Daniel Lee Apol Catriona Tweedie |                              |                 |                                                                       |

| Pos. | Coppie                    | Pt | G | V | P | Sv | Sp | Sr    | Pv  | Pp  | Pr    |
| ---- | ------------------------- | -- | - | - | - | -- | -- | ----- | --- | --- | ----- |
| 1    | Cunha-Ricardo             | 6  | 3 | 3 | 0 | 6  | 0  | MAX   | 129 | 101 | 1.277 |
| 2    | Skarlund-Spinnangr        | 5  | 3 | 2 | 1 | 4  | 2  | 2.000 | 116 | 107 | 1.084 |
| 3    | Reader-Binstock           | 4  | 3 | 1 | 2 | 2  | 4  | 0.500 | 114 | 119 | 0.958 |
| 4    | Grotowski-Garcia-Thompson | 3  | 3 | 0 | 3 | 0  | 6  | 0.000 | 94  | 126 | 0.746 |

### Classifica delle terze
| Pos. | Coppie             | Pt | G | V | P | Sv | Sp | Sr    | Pv  | Pp  | Pr    |
| ---- | ------------------ | -- | - | - | - | -- | -- | ----- | --- | --- | ----- |
| 1    | Samoilovs-Sorokins | 5  | 3 | 2 | 1 | 4  | 3  | 1.333 | 116 | 113 | 1.027 |
| 2    | Semënov-Prokop'ev  | 4  | 3 | 1 | 2 | 3  | 5  | 0.600 | 158 | 164 | 0.963 |
| 3    | Erdmann-Matysik    | 4  | 3 | 1 | 2 | 3  | 5  | 0.600 | 132 | 148 | 0.892 |
| 4    | Reader-Binstock    | 4  | 3 | 1 | 2 | 2  | 4  | 0.500 | 114 | 119 | 0.958 |
| 5    | Nicolai-Lupo       | 4  | 3 | 1 | 2 | 2  | 4  | 0.500 | 119 | 126 | 0.944 |
| 6    | Beneš-Kubala       | 4  | 3 | 1 | 2 | 2  | 5  | 0.400 | 120 | 128 | 0.938 |

#### Lucky loser
| Londra 2 agosto 2012, ore 23:00 BST | Reader-Binstock                                       | 0 – 2 (16-21; 20-22) referto | Nicolai-Lupo | Horse Guards Parade\| Arbitri: \| Maria Paes Villas-Boas da Fonse José Padron Hernandez \| |
| Arbitri:                            | Maria Paes Villas-Boas da Fonse José Padron Hernandez |                              |              |                                                                                            |

| Londra 2 agosto 2012, ore 23:00 BST | Erdmann-Matysik                         | 2 – 1 (15-21; 21-19; 15-13) referto | Beneš-Kubala | Horse Guards Parade\| Arbitri: \| Darryl Lawrence Friesen Jonas Personeni \| |
| Arbitri:                            | Darryl Lawrence Friesen Jonas Personeni |                                     |              |                                                                              |

### Ottavi di finale
| Londra 3 agosto 2012, ore 10:00 BST | Fijałek-Prudel                        | 2 – 0 (21-18; 21-17) referto | Heyer-Chevallier | Horse Guards Parade\| Arbitri: \| Daniel Lee Apol Miguel Ramirez Rivera \| |
| Arbitri:                            | Daniel Lee Apol Miguel Ramirez Rivera |                              |                  |                                                                            |

| Londra 3 agosto 2012, ore 13:00 BST | Pļaviņš-Šmēdiņš                | 2 – 0 (21-18; 21-16) referto | Skarlund-Spinnangr | Horse Guards Parade\| Arbitri: \| Richard Casutt Osvaldo Sumavil \| |
| Arbitri:                            | Richard Casutt Osvaldo Sumavil |                              |                    |                                                                     |

| Londra 3 agosto 2012, ore 18:00 BST | Nicolai-Lupo                     | 2 – 0 (21-17; 21-19) referto | Rogers-Dalhausser | Horse Guards Parade\| Arbitri: \| Rui Miranda Carvalho Marc Berard \| |
| Arbitri:                            | Rui Miranda Carvalho Marc Berard |                              |                   |                                                                       |

| Londra 3 agosto 2012, ore 21:00 BST | Herrera-Gavira                        | 0 – 2 (18-21; 19-21) referto | Cunha-Ricardo | Horse Guards Parade\| Arbitri: \| Darryl Lawrence Friesen Damien Searle \| |
| Arbitri:                            | Darryl Lawrence Friesen Damien Searle |                              |               |                                                                            |

| Londra 4 agosto 2012, ore 10:00 BST | Emanuel-Alison                        | 2 – 0 (21-16; 21-14) referto | Erdmann-Matysik | Horse Guards Parade\| Arbitri: \| Jonas Personeni Amina Abdou Elsergany \| |
| Arbitri:                            | Jonas Personeni Amina Abdou Elsergany |                              |                 |                                                                            |

| Londra 4 agosto 2012, ore 14:00 BST | Nummerdor-Schuil                       | 2 – 0 (22-20; 21-15) referto | Heuscher-Bellaguarda | Horse Guards Parade\| Arbitri: \| Darryl Lawrence Friesen Richard Casutt \| |
| Arbitri:                            | Darryl Lawrence Friesen Richard Casutt |                              |                      |                                                                             |

| Londra 4 agosto 2012, ore 17:00 BST | Brink-Reckermann                    | 2 – 0 (21-12; 21-17) referto | Samoilovs-Sorokins | Horse Guards Parade\| Arbitri: \| José Padron Hernandez Damien Searle \| |
| Arbitri:                            | José Padron Hernandez Damien Searle |                              |                    |                                                                          |

| Londra 4 agosto 2012, ore 22:00 BST | Semënov-Prokop'ev                   | 0 – 2 (14-21; 20-22) referto | Gibb-Rosenthal | Horse Guards Parade\| Arbitri: \| Leijun Wang Darryl Lawrence Friesen \| |
| Arbitri:                            | Leijun Wang Darryl Lawrence Friesen |                              |                |                                                                          |

### Quarti di finale
| Londra 6 agosto 2012, ore 18:00 BST | Emanuel-Alison              | 2 – 1 (21-17; 16-21; 17-15) referto | Fijałek-Prudel | Horse Guards Parade\| Arbitri: \| Marc Berard Osvaldo Sumavil \| |
| Arbitri:                            | Marc Berard Osvaldo Sumavil |                                     |                |                                                                  |

| Londra 6 agosto 2012, ore 19:00 BST | Pļaviņš-Šmēdiņš                       | 2 – 1 (19-21; 21-18; 15-11) referto | Gibb-Rosenthal | Horse Guards Parade\| Arbitri: \| Jonas Personeni José Padron Hernandez \| |
| Arbitri:                            | Jonas Personeni José Padron Hernandez |                                     |                |                                                                            |

| Londra 6 agosto 2012, ore 22:00 BST | Brink-Reckermann          | 2 – 0 (21-15; 21-19) referto | Cunha-Ricardo | Horse Guards Parade\| Arbitri: \| Leijun Wang Damien Searle \| |
| Arbitri:                            | Leijun Wang Damien Searle |                              |               |                                                                |

| Londra 6 agosto 2012, ore 23:00 BST | Nummerdor-Schuil                                     | 2 – 0 (21-16; 21-18) referto | Nicolai-Lupo | Horse Guards Parade\| Arbitri: \| Maria Paes Villas-Boas da Fonse Rui Miranda Carvalho \| |
| Arbitri:                            | Maria Paes Villas-Boas da Fonse Rui Miranda Carvalho |                              |              |                                                                                           |

### Semifinali
| Londra 7 agosto 2012, ore 17:00 BST | Emanuel-Alison                             | 2 – 0 (21-15; 22-20) referto | Pļaviņš-Šmēdiņš | Horse Guards Parade\| Arbitri: \| José Padron Hernandez Rui Miranda Carvalho \| |
| Arbitri:                            | José Padron Hernandez Rui Miranda Carvalho |                              |                 |                                                                                 |

| Londra 7 agosto 2012, ore 23:00 BST | Brink-Reckermann                | 2 – 0 (21-14; 21-16) referto | Nummerdor-Schuil | Horse Guards Parade\| Arbitri: \| Daniel Lee Apol Jonas Personeni \| |
| Arbitri:                            | Daniel Lee Apol Jonas Personeni |                              |                  |                                                                      |

### Finale 3º - 4º posto
| Londra 9 agosto 2012, ore 19:00 BST | Pļaviņš-Šmēdiņš             | 2 – 1 (19-21; 21-19; 15-11) referto | Nummerdor-Schuil | Horse Guards Parade\| Arbitri: \| Leijun Wang Daniel Lee Apol \| |
| Arbitri:                            | Leijun Wang Daniel Lee Apol |                                     |                  |                                                                  |

### Finale 1º - 2º posto
| Londra 9 agosto 2012, ore 21:00 BST | Emanuel-Alison                     | 1 – 2 (21-23; 21-16; 14-16) referto | Brink-Reckermann | Horse Guards Parade\| Arbitri: \| Rui Miranda Carvalho Damien Searle \| |
| Arbitri:                            | Rui Miranda Carvalho Damien Searle |                                     |                  |                                                                         |

### Schema della fase ad eliminazione diretta
|  | Ottavi di finale     | Ottavi di finale |                  |   | Quarti di finale          | Quarti di finale          |               |               | Semifinali | Semifinali |  |  | Finale | Finale |
|  |                      |                  |                  |   |                           |                           |               |               |            |            |  |  |        |        |
|  | 4 agosto 2012        |                  |                  |   |                           |                           |               |               |            |            |  |  |        |        |
|  |                      |                  |                  |   |                           |                           |               |               |            |            |  |  |        |        |
|  | Emanuel-Alison       | 2                |                  |   |                           |                           |               |               |            |            |  |  |        |        |
|  | Emanuel-Alison       | 2                | 6 agosto 2012    |   |                           |                           |               |               |            |            |  |  |        |        |
|  | Erdmann-Matysik      | 0                |                  |   |                           |                           |               |               |            |            |  |  |        |        |
|  | Erdmann-Matysik      | 0                | Emanuel-Alison   | 2 |                           |                           |               |               |            |            |  |  |        |        |
|  | 3 agosto 2012        |                  | Emanuel-Alison   | 2 |                           |                           |               |               |            |            |  |  |        |        |
|  |                      | Fijałek-Prudel   | 1                |   |                           |                           |               |               |            |            |  |  |        |        |
|  | Fijałek-Prudel       | Fijałek-Prudel   | 1                | 2 |                           |                           |               |               |            |            |  |  |        |        |
|  | Fijałek-Prudel       |                  | 7 agosto 2012    | 2 |                           |                           |               |               |            |            |  |  |        |        |
|  | Heyer-Chevallier     | 0                |                  |   |                           |                           |               |               |            |            |  |  |        |        |
|  | Heyer-Chevallier     | 0                | Emanuel-Alison   | 2 |                           |                           |               |               |            |            |  |  |        |        |
|  | 3 agosto 2012        |                  | Emanuel-Alison   | 2 |                           |                           |               |               |            |            |  |  |        |        |
|  |                      | Pļaviņš-Šmēdiņš  | 0                |   |                           |                           |               |               |            |            |  |  |        |        |
|  | Pļaviņš-Šmēdiņš      | Pļaviņš-Šmēdiņš  | 0                | 2 |                           |                           |               |               |            |            |  |  |        |        |
|  | Pļaviņš-Šmēdiņš      | 6 agosto 2012    |                  | 2 |                           |                           |               |               |            |            |  |  |        |        |
|  | Skarlund-Spinnangr   | 0                |                  |   |                           |                           |               |               |            |            |  |  |        |        |
|  | Skarlund-Spinnangr   | 0                | Pļaviņš-Šmēdiņš  | 2 |                           |                           |               |               |            |            |  |  |        |        |
|  | 3 agosto 2012        |                  | Pļaviņš-Šmēdiņš  | 2 |                           |                           |               |               |            |            |  |  |        |        |
|  |                      | Gibb-Rosenthal   | 1                |   |                           |                           |               |               |            |            |  |  |        |        |
|  | Semënov-Prokop'ev    | Gibb-Rosenthal   | 1                | 0 |                           |                           |               |               |            |            |  |  |        |        |
|  | Semënov-Prokop'ev    |                  | 9 agosto 2012    | 0 |                           |                           |               |               |            |            |  |  |        |        |
|  | Gibb-Rosenthal       | 2                |                  |   |                           |                           |               |               |            |            |  |  |        |        |
|  | Gibb-Rosenthal       | 2                | Emanuel-Alison   | 1 |                           |                           |               |               |            |            |  |  |        |        |
|  | 4 agosto 2012        |                  | Emanuel-Alison   | 1 |                           |                           |               |               |            |            |  |  |        |        |
|  |                      | Brink-Reckermann | 2                |   |                           |                           |               |               |            |            |  |  |        |        |
|  | Brink-Reckermann     | Brink-Reckermann | 2                | 2 |                           |                           |               |               |            |            |  |  |        |        |
|  | Brink-Reckermann     | 6 agosto 2012    |                  | 2 |                           |                           |               |               |            |            |  |  |        |        |
|  | Samoilovs-Sorokins   | 0                |                  |   |                           |                           |               |               |            |            |  |  |        |        |
|  | Samoilovs-Sorokins   | 0                | Brink-Reckermann | 2 |                           |                           |               |               |            |            |  |  |        |        |
|  | 3 agosto 2012        |                  | Brink-Reckermann | 2 |                           |                           |               |               |            |            |  |  |        |        |
|  |                      | Cunha-Ricardo    | 0                |   |                           |                           |               |               |            |            |  |  |        |        |
|  | Herrera-Gavira       | Cunha-Ricardo    | 0                | 0 |                           |                           |               |               |            |            |  |  |        |        |
|  | Herrera-Gavira       |                  | 7 agosto 2012    | 0 |                           |                           |               |               |            |            |  |  |        |        |
|  | Cunha-Ricardo        | 2                |                  |   |                           |                           |               |               |            |            |  |  |        |        |
|  | Cunha-Ricardo        | 2                | Brink-Reckermann | 2 |                           |                           |               |               |            |            |  |  |        |        |
|  | 4 agosto 2012        |                  | Brink-Reckermann | 2 |                           |                           |               |               |            |            |  |  |        |        |
|  |                      | Nummerdor-Schuil | 0                |   | Finale per il terzo posto | Finale per il terzo posto |               |               |            |            |  |  |        |        |
|  | Nummerdor-Schuil     | Nummerdor-Schuil | 0                | 2 | Finale per il terzo posto | Finale per il terzo posto |               |               |            |            |  |  |        |        |
|  | Nummerdor-Schuil     | 6 agosto 2012    | 6 agosto 2012    | 2 |                           |                           | 9 agosto 2012 | 9 agosto 2012 |            |            |  |  |        |        |
|  | Heuscher-Bellaguarda | 6 agosto 2012    | 6 agosto 2012    | 0 |                           |                           | 9 agosto 2012 | 9 agosto 2012 |            |            |  |  |        |        |
|  | Heuscher-Bellaguarda | Nummerdor-Schuil | 2                | 0 | Pļaviņš-Šmēdiņš           | 2                         |               |               |            |            |  |  |        |        |
|  | 4 agosto 2012        | Nummerdor-Schuil | 2                |   | Pļaviņš-Šmēdiņš           | 2                         |               |               |            |            |  |  |        |        |
|  |                      | Nicolai-Lupo     | 0                |   | Nummerdor-Schuil          | 1                         |               |               |            |            |  |  |        |        |
|  | Nicolai-Lupo         | Nicolai-Lupo     | 0                | 2 | Nummerdor-Schuil          | 1                         |               |               |            |            |  |  |        |        |
|  | Nicolai-Lupo         |                  |                  | 2 |                           |                           |               |               |            |            |  |  |        |        |
|  | Rogers-Dalhausser    | 0                |                  |   |                           |                           |               |               |            |            |  |  |        |        |
|  | Rogers-Dalhausser    | 0                |                  |   |                           |                           |               |               |            |            |  |  |        |        |

## Classifica finale
| Pos. | Coppie                                   | Nazione     |
| ---- | ---------------------------------------- | ----------- |
|      | Julius Brink – Jonas Reckermann          | Germania    |
|      | Alison Cerutti – Emanuel Rego            | Brasile     |
|      | Mārtiņš Pļaviņš – Jānis Šmēdiņš          | Lettonia    |
| 4    | Reinder Nummerdor – Richard Schuil       | Paesi Bassi |
| 5    | Jake Gibb - Sean Rosenthal               | Stati Uniti |
| 5    | Grzegorz Fijałek - Mariusz Prudel        | Polonia     |
| 5    | Paolo Nicolai - Daniele Lupo             | Italia      |
| 5    | Pedro Cunha - Ricardo Santos             | Brasile     |
| 9    | Jonathan Erdmann - Kay Matysik           | Germania    |
| 9    | Sascha Heyer - Sébastien Chevallier      | Svizzera    |
| 9    | Tarjei Skarlund - Martin Spinnangr       | Norvegia    |
| 9    | Konstantin Semënov - Sergej Prokop'ev    | Russia      |
| 9    | Aleksandrs Samoilovs - Ruslans Sorokins  | Lettonia    |
| 9    | Pablo Herrera - Adrián Gavira            | Spagna      |
| 9    | Patrick Heuscher - Jefferson Bellaguarda | Svizzera    |
| 9    | Todd Rogers - Phil Dalhausser            | Stati Uniti |
| 17   | Petr Benes - Premysl Kubala              | Rep. Ceca   |
| 17   | Martin Reader - Josh Binstock            | Canada      |
| 19   | Clemens Doppler - Alexander Horst        | Austria     |
| 19   | Xu Linyin - Wu Penggen                   | Cina        |
| 19   | Jesus Villafañe - Igor Hernández         | Venezuela   |
| 19   | Kentaro Asahi - Katsuhiro Shiratori      | Giappone    |
| 19   | Steve Grotowski - John Garcia-Thompson   | Regno Unito |
| 19   | Freedom Chiya - Grant Goldschmidt        | Sudafrica   |